# 津賀一宏
津賀 一宏（つが かずひろ、1956年〈昭和31年〉11月14日 - ）は、日本の実業家。元パナソニック株式会社取締役会長、一般社団法人日本経済団体連合会副会長、一般社団法人電子情報技術産業協会副会長。大阪府出身。

## 経歴
1956年11月14日に大阪府で生まれる。大阪府立茨木高等学校を経て大阪大学基礎工学部生物工学科を卒業。1979年に松下電器産業（現・パナソニック）に入社。マルチメディア開発センター所長、AVCモバイル・サーバ開発センター所長を経て、2004年に役員に就任。2012年に代表取締役社長に就任。2016年に東京オリンピック･パラリンピック競技大会組織委員会副会長に就任。2018年にベストドレッサー賞を受賞。2021年にパナソニック取締役会長、日本経済団体連合会副会長、電子情報技術産業協会副会長に就任。2025年6月パナソニック取締役会長退任。

## 履歴

### 学歴・職歴
- 1979年（昭和54年）3月 - 大阪大学基礎工学部生物工学科卒業[1]。
- 1979年（昭和54年）4月 - 松下電器産業株式会社（現・パナソニック株式会社）入社[4]。
- 1986年（昭和61年） - カリフォルニア大学サンタバーバラ校コンピュータサイエンス学科修士課程修了[1]。
- 2000年（平成12年）11月 - 松下電器産業株式会社（現・パナソニック株式会社）マルチメディア開発センター所次長[5]。
- 2001年（平成13年）6月 - 松下電器産業株式会社（現・パナソニック株式会社）マルチメディア開発センター所長[4]。
- 2001年（平成13年）12月 - 松下電器産業株式会社（現・パナソニック株式会社）AVC社 AVネットワーク事業グループ AVCモバイル・サーバ開発センター所長[1]。
- 2003年（平成15年）1月 - 松下電器産業株式会社（現・パナソニック株式会社）パナソニックAVCネットワークス社 AVCモバイル・サーバ開発センター所長。[要出典]
- 2004年（平成16年）6月 - 松下電器産業株式会社（現・パナソニック株式会社）役員 デジタルネットワーク・ソフトウェア技術担当[6]。
- 2006年（平成18年）4月 - 松下電器産業株式会社（現・パナソニック株式会社）役員 デジタルネットワーク・ソフトウェア技術担当、海外研究所担当、デジタルネットワーク事業戦略室担当[7]。
- 2008年（平成20年）4月 - 松下電器産業株式会社（現・パナソニック株式会社）常務役員 オートモーティブシステムズ社社長[8]。
- 2011年（平成23年）4月 - パナソニック株式会社専務役員 AVCネットワークス社社長[9]。
- 2011年（平成23年）6月 - パナソニック株式会社代表取締役専務 AVCネットワークス社社長[9]。
- 2012年（平成24年）4月 - パナソニック株式会社代表取締役専務[10]。
- 2012年（平成24年）6月 - パナソニック株式会社代表取締役社長[10]。
- 2012年（平成24年）10月 - パナソニック株式会社コーポレート戦略本部長(代表取締役社長兼任)[要出典]
- 2016年（平成28年）1月 - 公益財団法人東京オリンピック･パラリンピック競技大会組織委員会副会長[11]。
- 2017年（平成29年）6月 - パナソニック株式会社代表取締役社長CEO[12]。
- 2020年（令和2年）6月 - 一般社団法人日本経済団体連合会 審議員会副議長[13]。
- 2021年（令和3年）4月 - パナソニック株式会社代表取締役社長[14][15]。
- 2021年（令和3年）6月 - 一般社団法人日本経済団体連合会副会長（現任）[16][17]。
- 2021年（令和3年）6月 - 一般社団法人電子情報技術産業協会副会長（現任）[18]。
- 2021年（令和3年）6月 - 一般社団法人日本エレクトロニクスショー協会理事（現任）。[要出典]
- 2021年（令和3年）6月 - パナソニック株式会社取締役会長[19]。
- 2025年（令和7年）6月 - パナソニック株式会社取締役会長退任。

### 受賞・栄誉
- 2018年（平成30年）11月 - 第47回ベストドレッサー賞政治・経済部門（一般社団法人日本メンズファッション協会）[20]。

## 現職
- パナソニック株式会社取締役会長[21]
- 一般社団法人日本経済団体連合会副会長[22]
- 一般社団法人電子情報技術産業協会副会長[23]
- 一般社団法人日本エレクトロニクスショー協会理事[24]
- 公益財団法人パナソニック教育財団評議員[25]
- 一般社団法人日本IR協議会評議員[26]
- 国立大学法人大阪大学 経営協議会学外委員[27]